# Dalea piptostegia
Dalea piptostegia är en ärtväxtart som beskrevs av Rupert Charles Barneby. Dalea piptostegia ingår i släktet Dalea, och familjen ärtväxter. Inga underarter finns listade i Catalogue of Life.